# Fjodor Jakowlewitsch Akimow
Fjodor Jakowlewitsch Akimow (russisch Федор Яковлевич Акимов; * 13. Februar 1909; † 29. September 1966 in Baku) war ein sowjetischer Konteradmiral. Er war von 1963 bis 1966 9. Kommandeur der Kaspischen Höheren Offiziersschule der Sowjetischen Seekriegsflotte in Baku.

## Leben
Akimow trat 1931 in den aktiven Militärdienst und wurde nach Abschluss der Offiziersschule M.W. Frunse als einer der ersten Schnellbootfahrer in den Fernen Osten kommandiert. In Wladiwostok war er Kommandant eines Schnellbootes einer Torpedoschnellbootbrigade. Im Herbst 1935 wurde er als Kommandeur einer Torpedoschnellbootgruppe eingesetzt. Kapitänleutnant Akimow kommandierte ab 1939 die 9. Separate Torpedoschnellbootdivision im befestigten Raum Nikolajewsk am Amur bis zum Ende des Großen Vaterländischen Krieges. Die Division Akimows nahm aktiv an den Kampfhandlungen zur Befreiung Südsachalins und der Kurilen teil. 
Nach Beendigung des Krieges besuchte er ab 1953 die Seekriegsakademie und wurde auf verschiedenen Posten in der Flotte eingesetzt. Der am 3. November 1953 zum Konteradmiral beförderte Akimow wurde von 1956 bis 1958 Kommandeur der Wladimir-Olgaer Seekriegsbasis. Seine letzten Lebensjahre diente er von Februar 1963 bis September 1966 als Kommandeur der Kaspischen Seekriegsschule. Akimow wurde auf dem Bogoslowskoje-Friedhof in Leningrad beigesetzt.

## Auszeichnungen
- Leninorden
- Rotbannerorden
- Orden des Roten Sterns (2×)
- weitere Medaillen und ausländische Auszeichnungen, darunter: 
  -  Medaille "Sieg über Deutschland"
  -  Medaille „Für den Sieg über Japan“